# Rohrbach (Dornbirn)
Rohrbach ist der 5. Stadtbezirk der Stadt Dornbirn (Vorarlberg, Österreich). Zusammen mit dem Bezirk Schoren wurde Rohrbach erst 1994 zu einem eigenen Bezirk erklärt. Davor gehörte er teilweise zu den Bezirken Markt und Haselstauden.
Heute ist der Bezirk mit über 7.755 Einwohnern (Stand 2012) der drittgrößte Dornbirner Stadtteil. Der Bezirk gilt als Neubaugebiet und setzt sich überwiegend aus neuer Bausubstanz – vorwiegend Einfamilienhäusern und zunehmend kleineren Mehrparteien-Wohnanlagen – zusammen.

## Geografische Lage
Rohrbach ist ein klassischer Flächenbezirk und erstreckt sich über eine weitestgehend ebene Fläche im Nordwesten des Dornbirner Gemeindegebiets. Begrenzt wird der Bezirk dabei im Süden von der Bahnstrecke Lindau–Bludenz, im Osten von der Vorarlberger Straße (L 190) und westlich sowie nordwestlich vom Verlauf der Dornbirner Ach. Die Besiedlung des Bezirks erfolgte von Südosten, wo der Bezirk am Bahnhof Dornbirn an den zentralen Stadtbezirk Markt grenzt, nach Westen hin, wo das Siedlungsgebiet in naturbelassene Riedlandschaften und Naherholungsgebiete übergeht.

## Infrastruktur im Bezirk

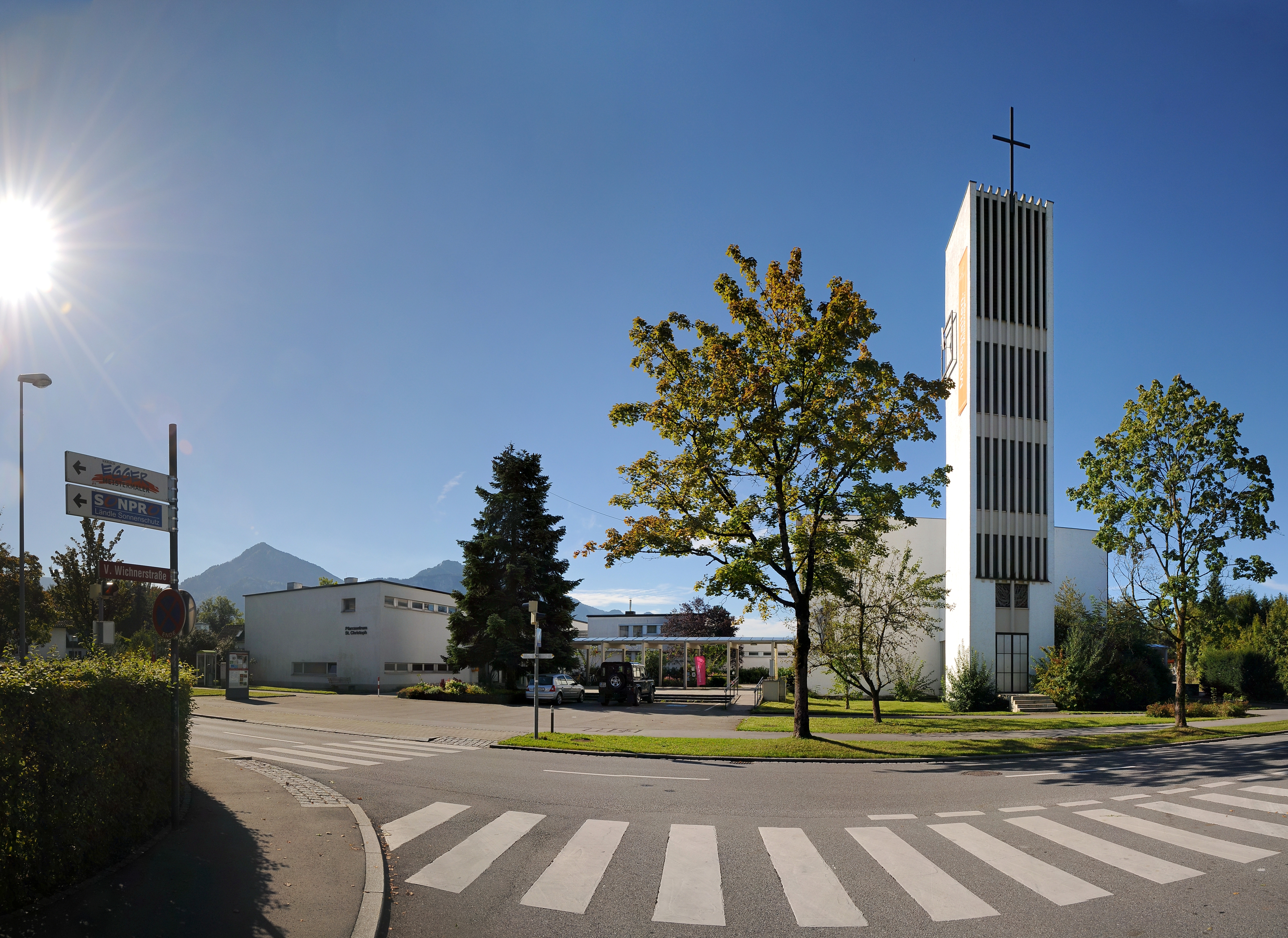
Pfarrkirche St. Christoph

Pfarrkirche Hl. Christoph, in Rohrbach (1963–1964).
Diese Kirche wurde nach den Plänen von Norbert Kopf und Norbert Klotz erbaut.
Im Ortsteil Forach befindet sich das Schau-Kraftwerk Forach. Die Renaturierung des in der Nähe der Abwasserreinigungsanlage Dornbirn-Schwarzach befindliche Forachgrabens wurde 2011 Vorarlberger Siegerprojekt des Wasserlebenfonds.

## Fotos

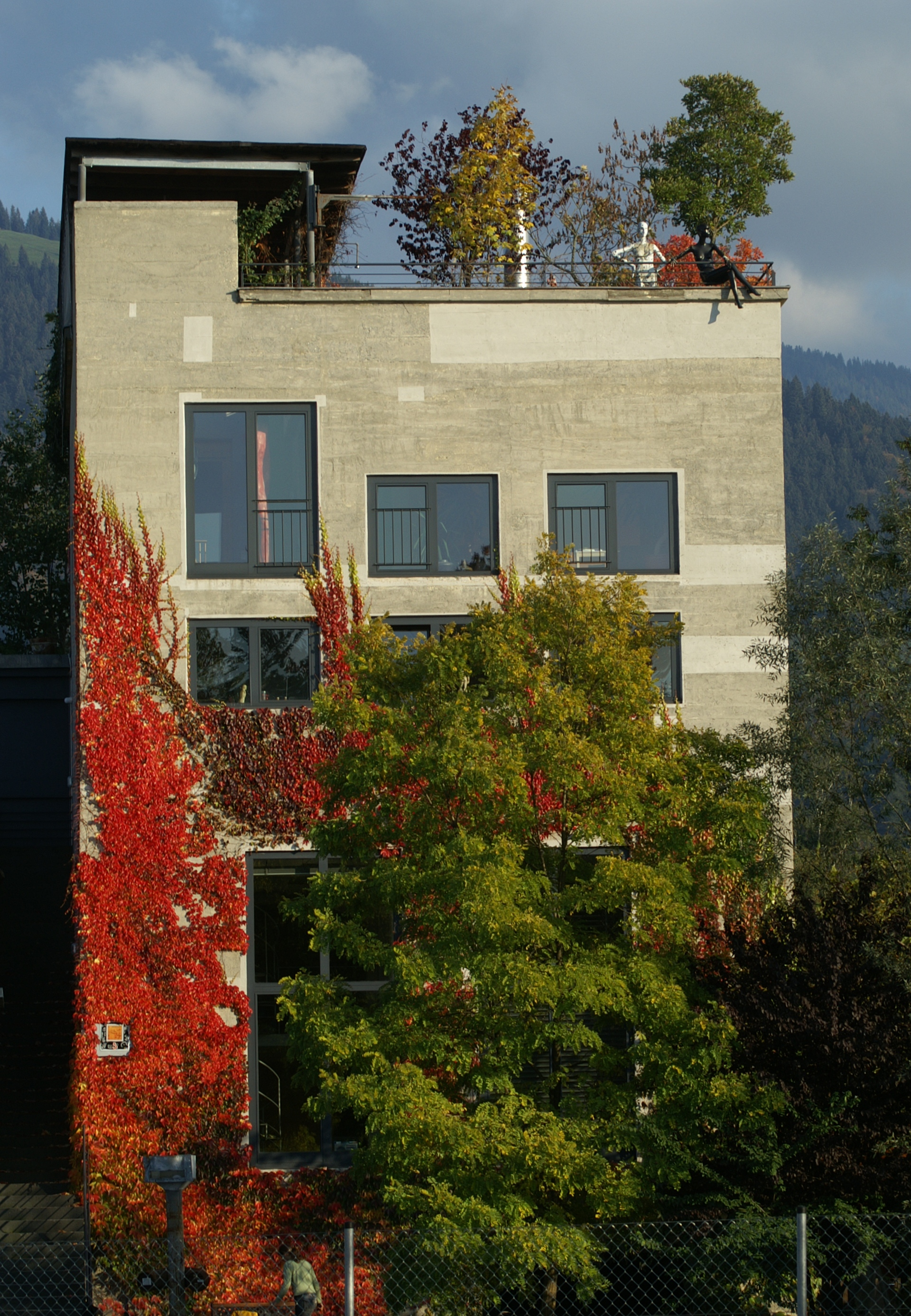
Rhombergs Fabrik
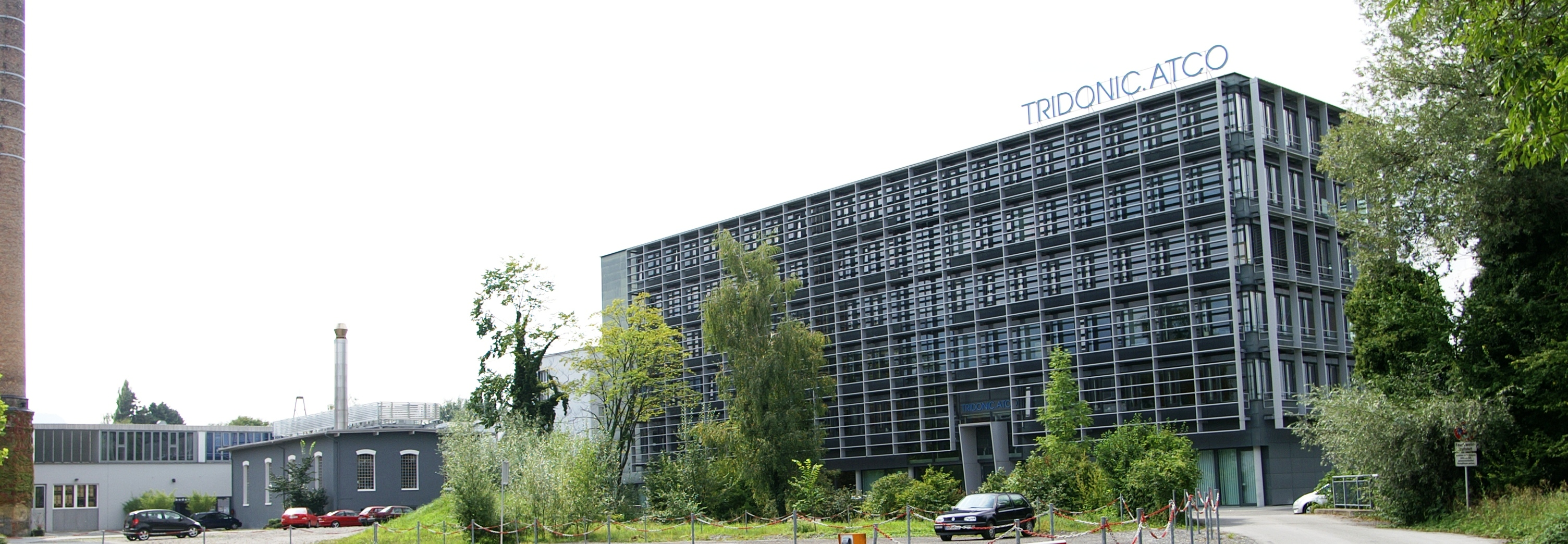
Tridonic
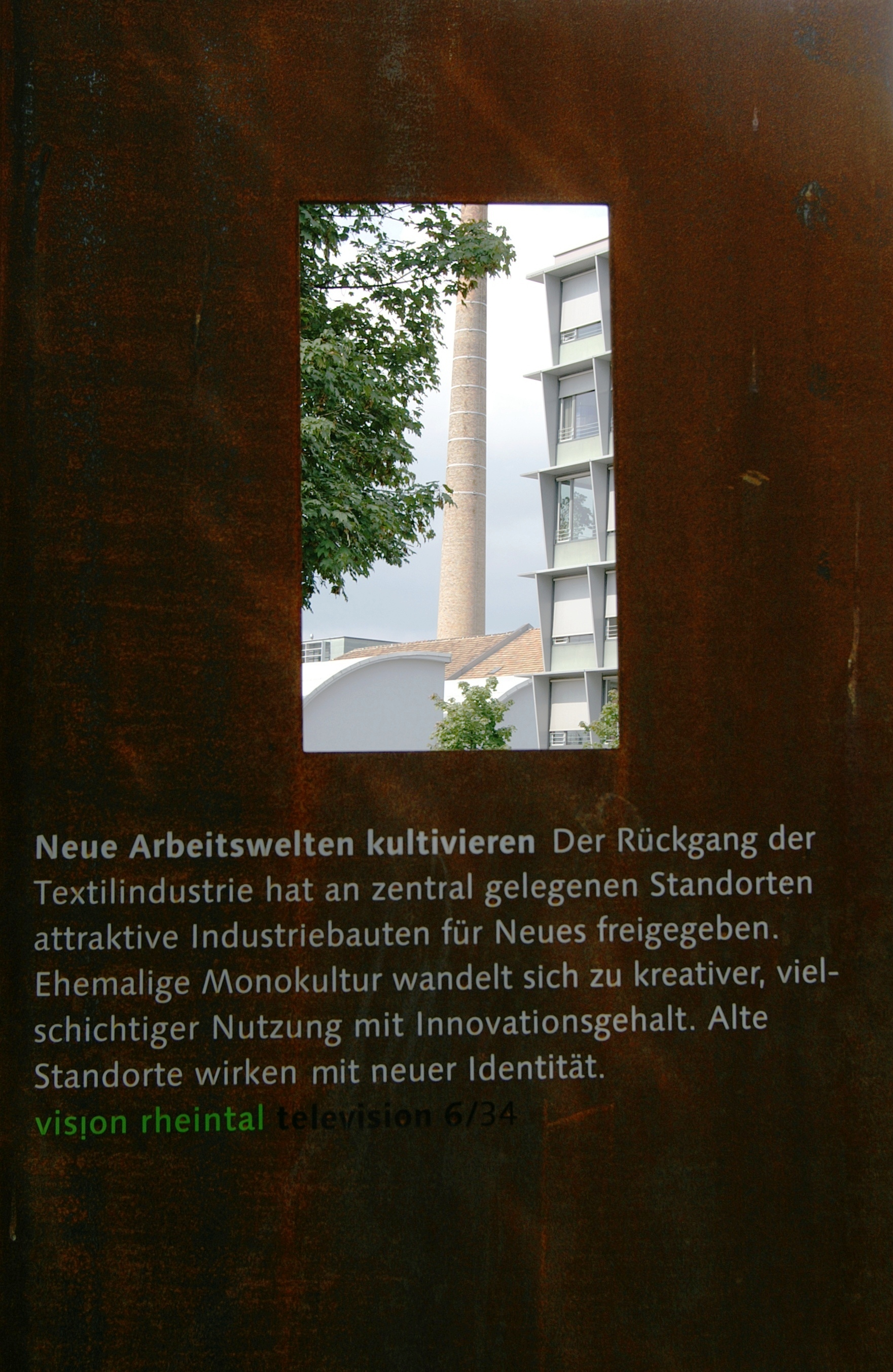
Vision Rheintal
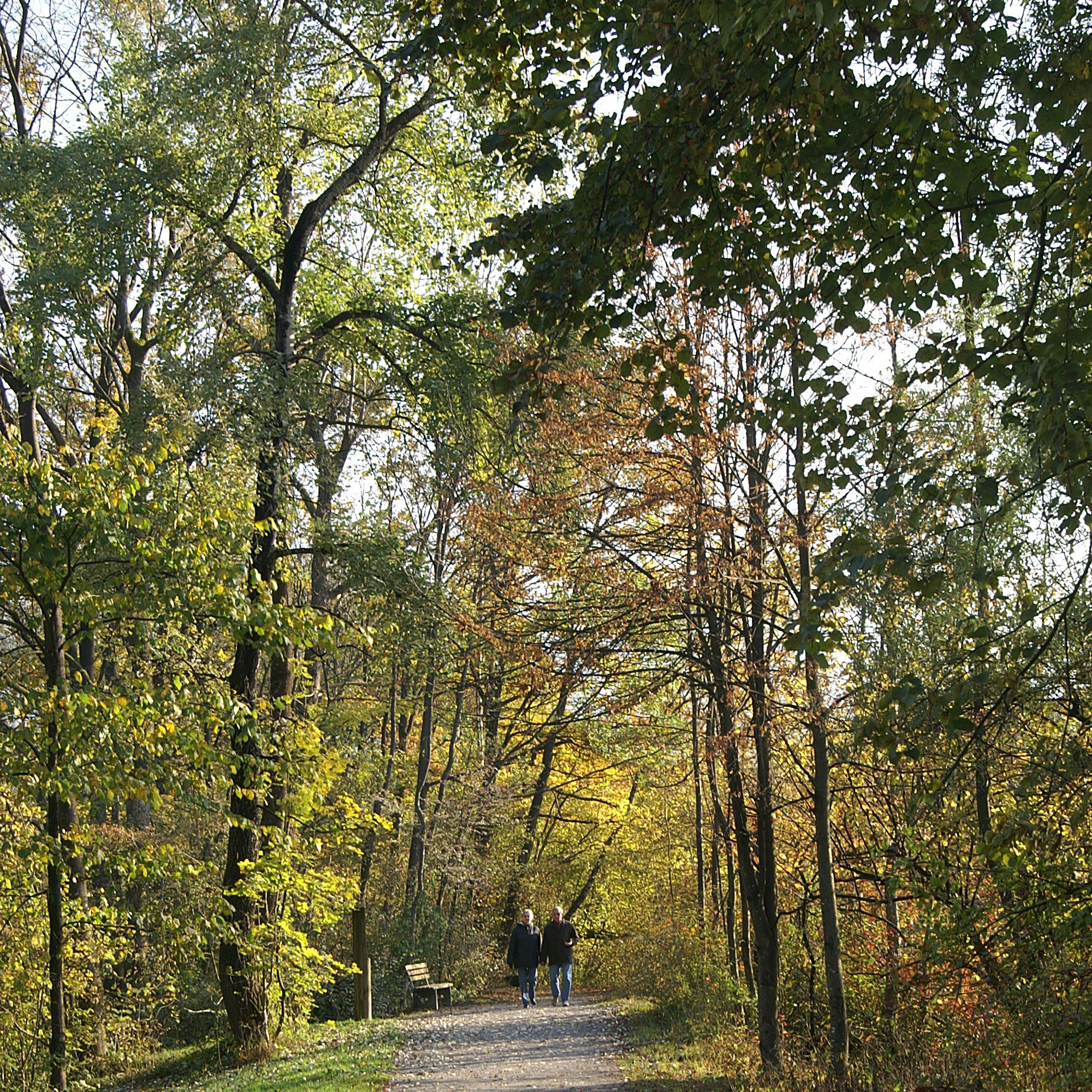
An der Ach